# El Rompido
El Rompido ist ein Ort an der Mündung des Río Piedras in den Atlantischen Ozean, rund 20 Kilometer Luftlinie westsüdwestlich der Großstadt Huelva. Der Ort gehört zur Stadtgemeinde Cartaya.
Ursprünglich war El Rompido ein kleiner Fischereihafen mit zwei Leuchttürmen, davon einer aus dem 19. Jahrhundert. Ab den 1980er Jahren prägte der Tourismus das örtliche Leben und wurde zum bestimmenden Wirtschaftsfaktor.

## Geografie
Die dynamischen Prozesse zwischen Meer und Flussmündung schufen eine bemerkenswerte Landschaftsformation an diesem Abschnitt der Ausgleichsküste von Lepe bis Cartaya. Südlich des Ortes, auf der anderen Seite des Flusses, erstreckt sich eine ausgedehnte Nehrung, mit einer ursprünglichen Dünenvegetation und einem feinsandigen, breiten Strand: Die Flecha del Rompido. Sie ist nur über eine Fähre oder zu Fuß vom gut 5 km westlich gelegenen Ort La Antilla erreichbar; deshalb finden sich dort weite, wenig berührte Strandabschnitte. Gemeinsam mit den diesseits des Flusses gelegenen, den Gezeiten unterworfenen Sumpfmarschen der Marismas de San Miguel bildet die Flecha ein zusammenhängendes Naturschutzgebiet.

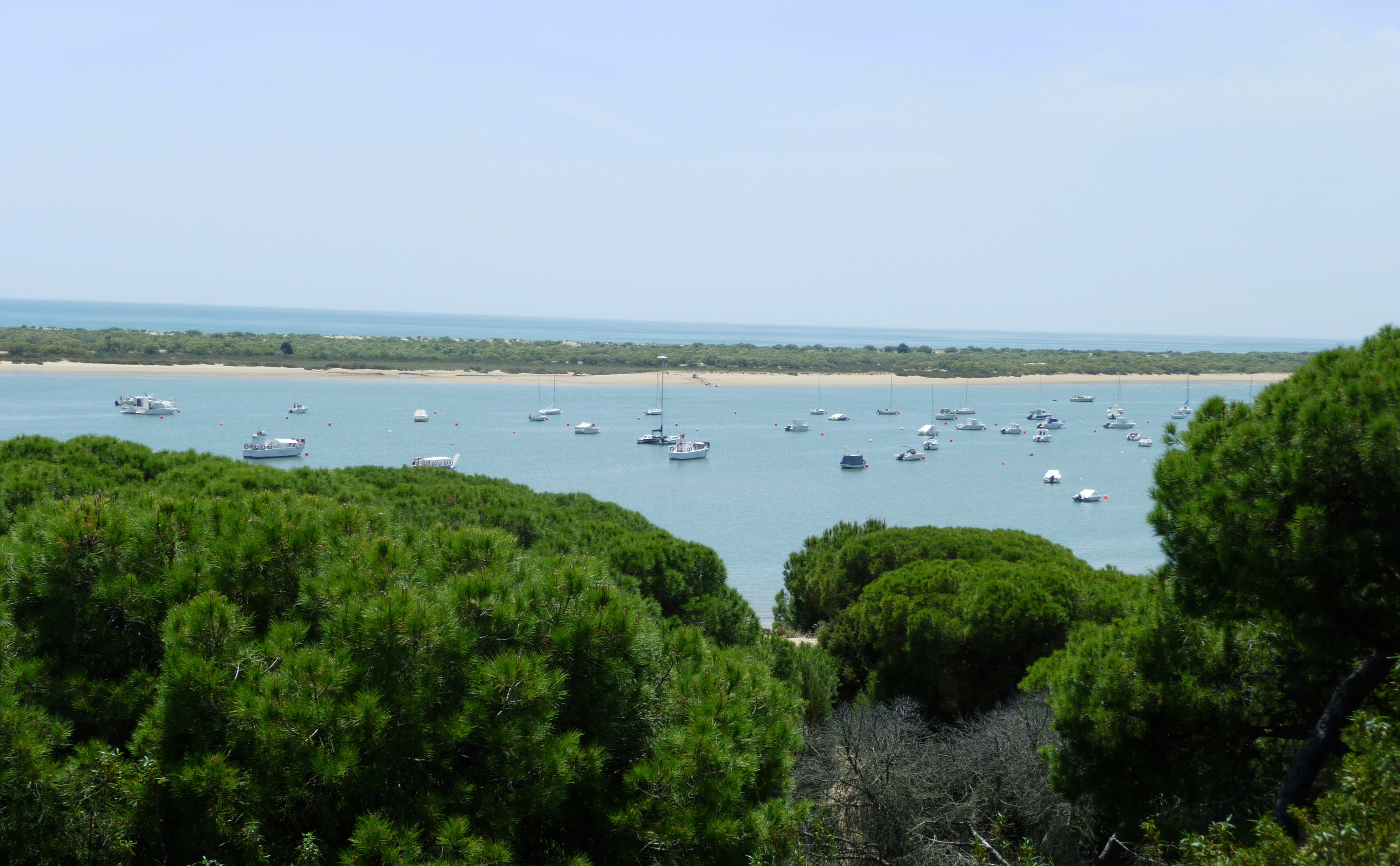
Río Piedras und Flecha del Rompido
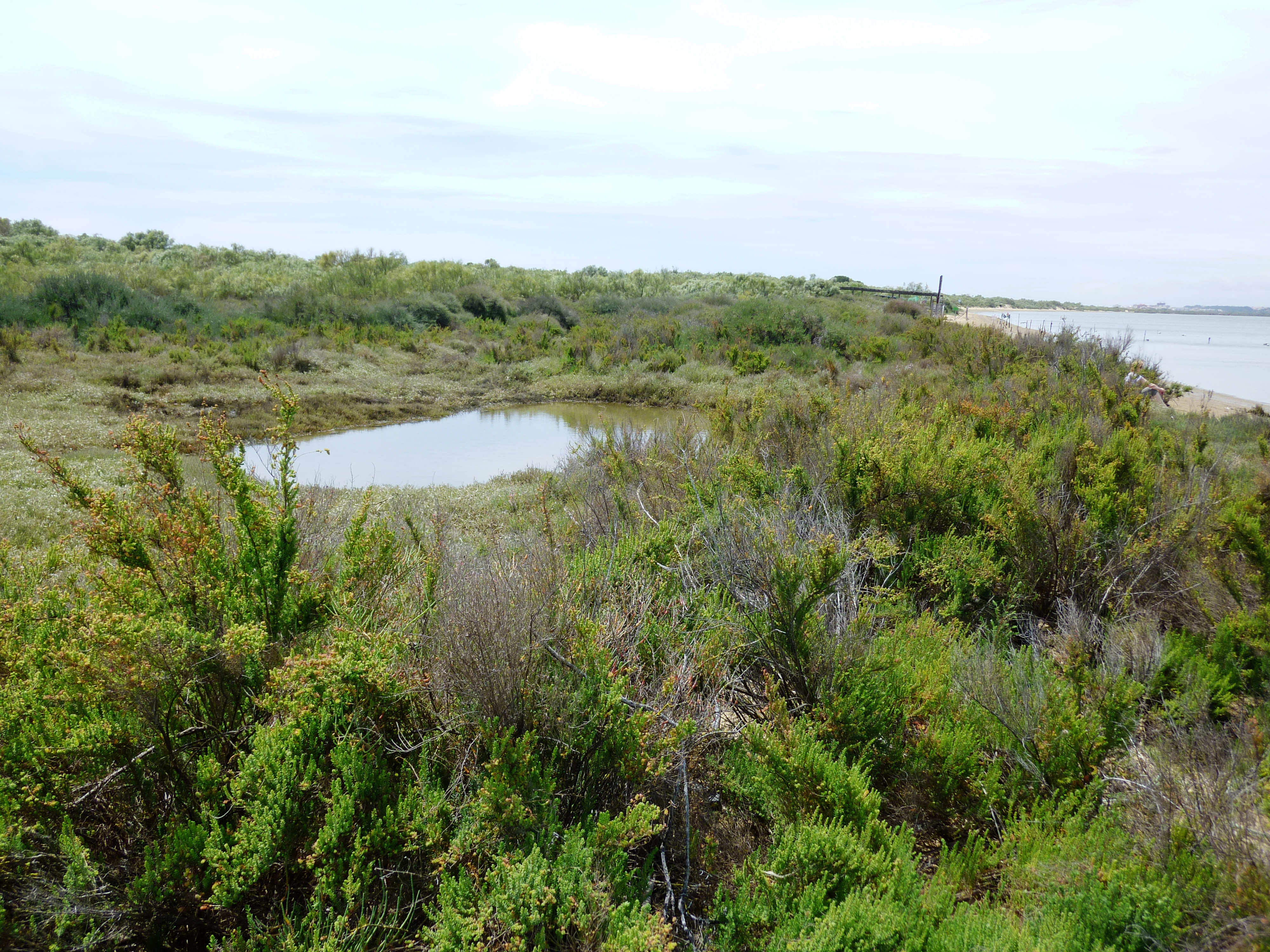
Flussseitige Dünenlandschaft auf der Flecha del Rompido
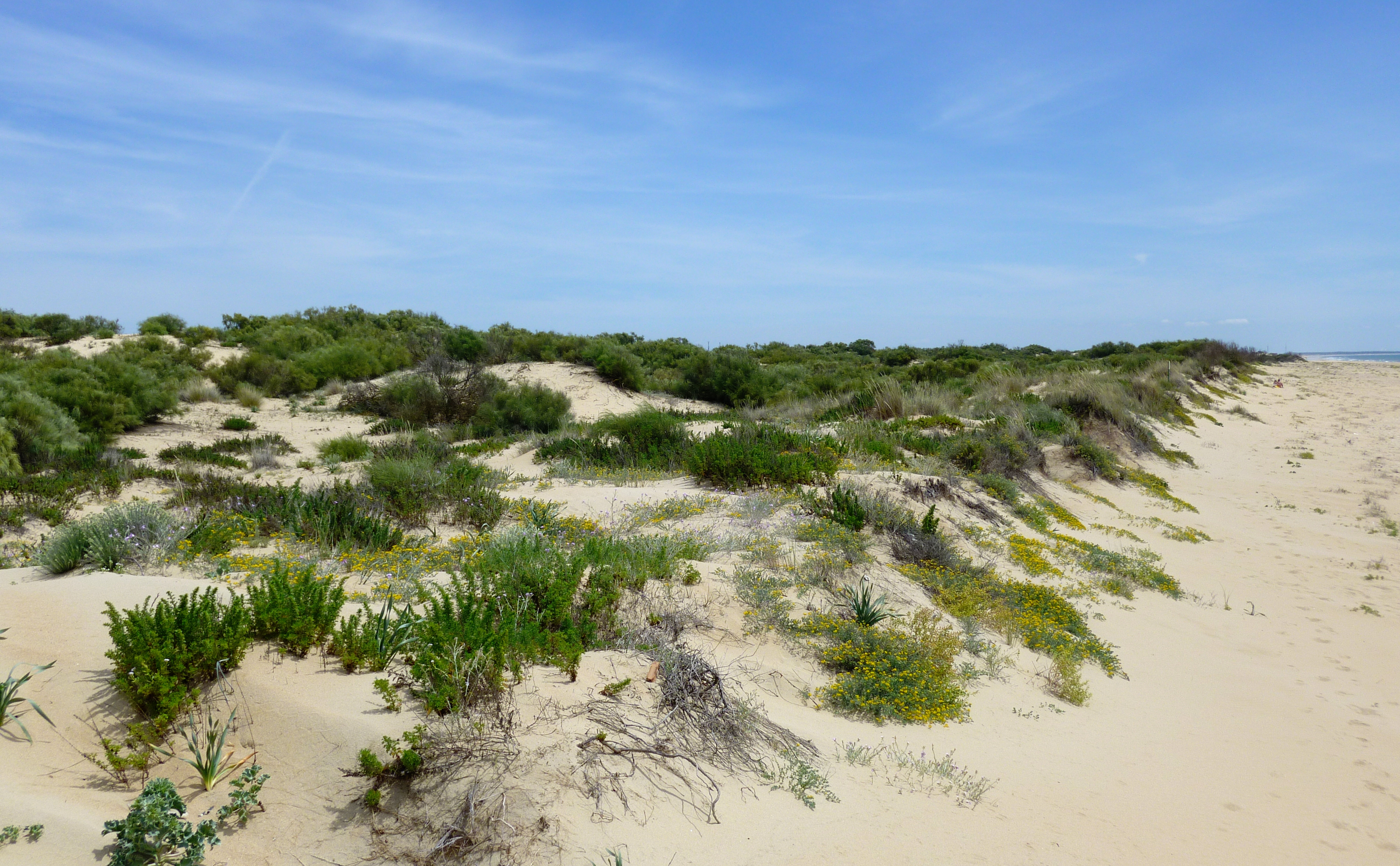
Meeresseitige Dünenlandschaft auf der Flecha del Rompido
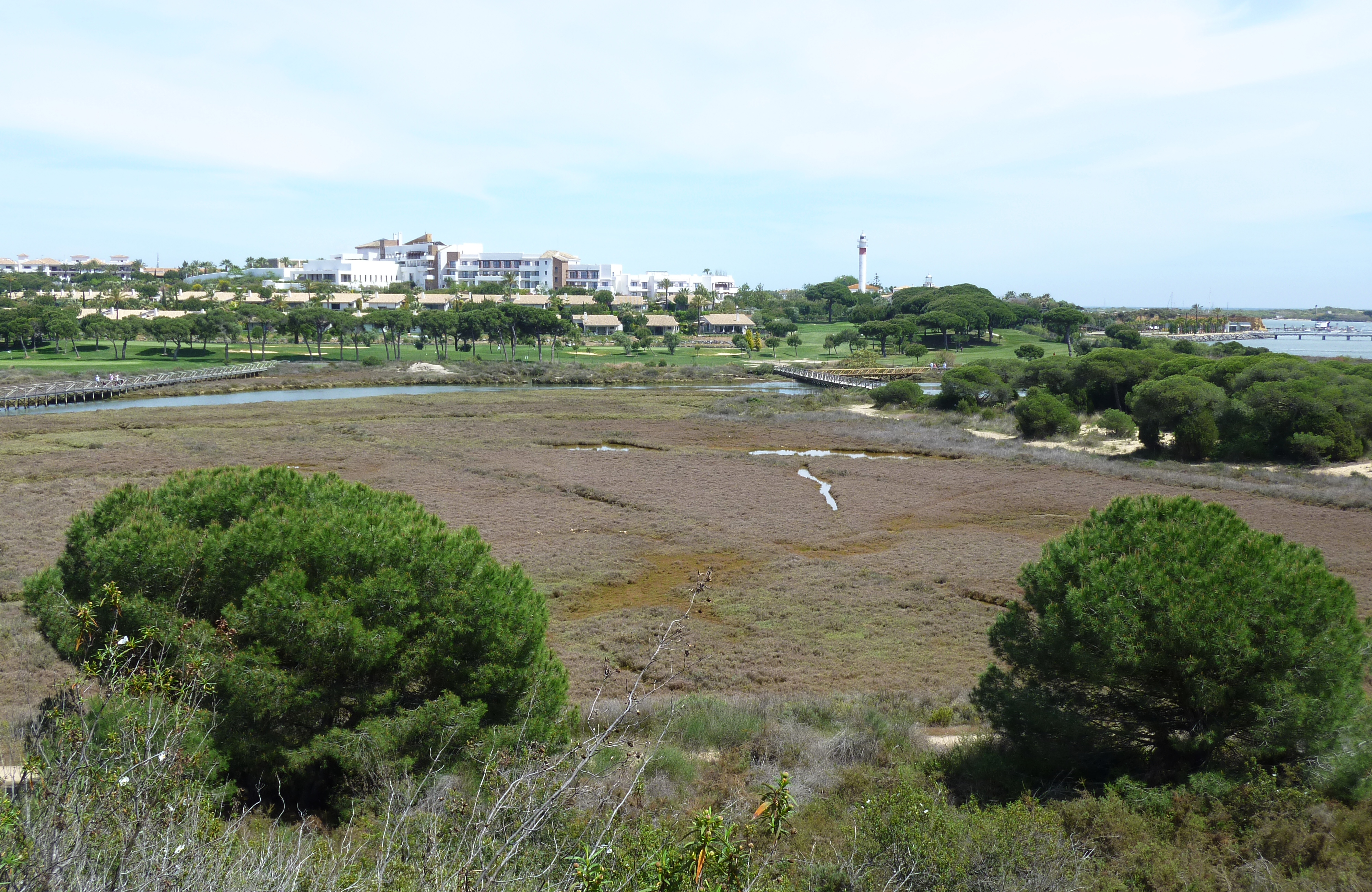
Blick vom Naturschutzgebiet aus westlicher Richtung auf den Ort
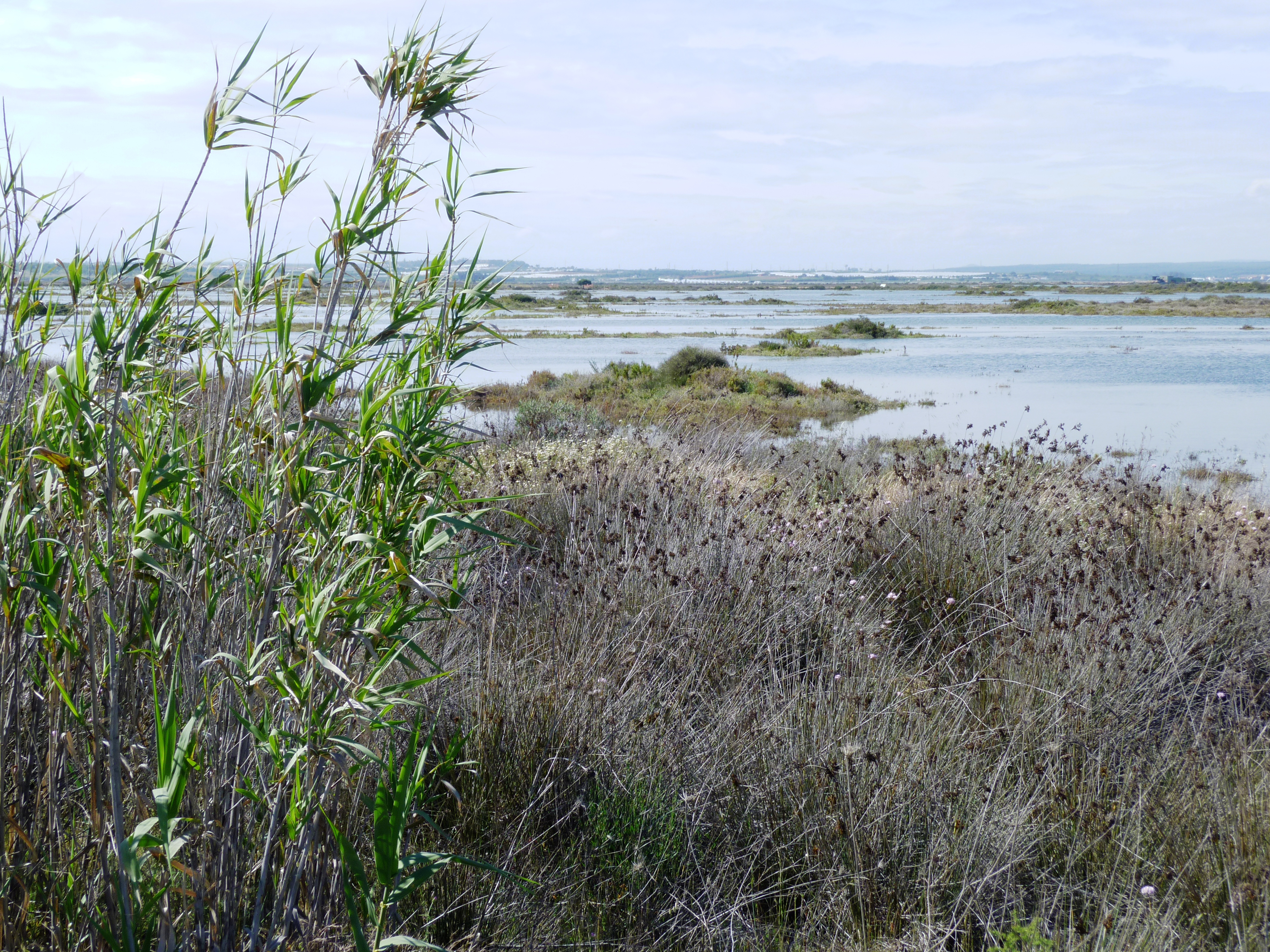
Marismas San Miguel

## Geschichte
Funde in der näheren Umgebung belegen menschliche Ansiedlung an der Mündung des Río Piedras seit der Altsteinzeit. Im Jahr 1971 wurden an einer Fundstelle am nördlichen Flussufer 208 Werkstücke aus Quarzit aus dem Zeitraum vom 9. bis zum 3. Jahrtausend vor Christus gefunden. Die Jäger, Sammler und Fischer jener Epoche fanden ein Umfeld mit reichen Ressourcen zum Überleben.
In den Weidegründen von San Miguel fand man einen Brennofen aus der Römerzeit. Er diente zum Brennen von Amphoren, in denen vermutlich Lebensmittel eingesalzt wurden. Er ist ein Indiz für die Existenz einer römerzeitlichen Siedlung, in der Fisch verarbeitet wurde.
Über die örtlichen Verhältnisse während der islamischen Herrschaft gibt es keine Kenntnisse.
1262 eroberte Alfons X. die muslimische Stadt Libla, das heutige Niebla, und unmittelbar danach die gesamte umgebende Region. Im 15. Jahrhundert erlebte die Region eine Blütezeit. Der Marqués von Gibraleón warb mit Privilegien und Steuervergünstigungen um Siedler. Es entstanden die Orte Cartaya, Sanlúcar de Guadiana, und 1458 San Miguel Arca de Buey am Standort des heutigen alten Leuchtturms von El Rompido. Auf dem höchsten Punkt des Hügels, dem heutigen Standort des Hotels Fuerte del Rompido, wurden die Burg Castillo de San Miguel und die Pfarrkirche erbaut. Ihr Friedhof wurde erst kürzlich bei Ausgrabungen entdeckt. Gemeinsam mit den beiden Leuchttürmen, die unter Philipp II. Ende des 16. und Anfang des 17. Jahrhunderts erbaut wurden, überwachte die Burg die Einfahrt zum Fluss und damit den Zugang zu den Häfen von Cartaya und Lepe.
Die Bevölkerung von San Miguel litt unter häufigen Überfällen türkischer und berberischer Piraten, die diese Küste heimsuchten. Mehrmals wurde der Ort geplündert, sodass die Einwohner nach und nach wegzogen. 1597 warb der Marqués Don Francisco Lopez de Zuniga Gibraleón y Sotomayor wieder mit Privilegien, um neue Ansiedler für den fast menschenleeren Ort zu gewinnen – vergeblich. Um 1630 lebte niemand mehr dauerhaft dort. 1651 stellte der Amtmann (Corregidor) von Gibraleón, Don José de Hermosilla, die Entvölkerung fest. Die nächstgelegene Stadt Cartaya eignete sich dann das Gebiet der verlassenen Küstengemeinde an.
Das Rathaus von San Miguel stand bis 1681. Die Pfarrkirche und die letzten stehen gebliebenen Häuser fielen schließlich dem Erdbeben von 1755 zum Opfer. Die Glocken und einige Bilder aus der Kirche wurden anscheinend von den Kirchen von Cartaya und Aljaraque übernommen. Die Ruinen der Burg überdauerten bis ins 19. Jahrhundert. Mit einem Teil der Steine wurde 1861 der kleine Leuchtturm gebaut. Letzte Überreste der Burg wurden für den Bau des Hotels Fuerte del Rompido zerstört. So überdauerte keine sichtbare Spur des alten Ortes San Miguel bis heute.
Ende des neunzehnten Jahrhunderts siedelten um den Leuchtturm herum einige Fischer mit ihren Hütten; es entstand das Fischerdorf, das bis zum Aufkommen des Tourismus in den 1970er Jahren Bestand hatte.

## Wirtschaft

### Tourismus
Um 1960 erschienen die ersten Besucher am Ort; ab den 1970er Jahren begann der Tourismus in nennenswertem Umfang. Diese Besucher integrierten sich noch in das familiäre Umfeld des Ortes. Später änderte der Ort seinen Charakter; landeinwärts und Richtung Osten dehnte sich der Ort aus und wurde zu einer Tourismus-typischen semi-urbanen Siedlung, einer Urbanización. Mit Beginn des 21. Jahrhunderts wurde der Ort grundlegend modernisiert. Vier Luxushotels und mehrere große Golfplätze entstanden.

### Fischfang

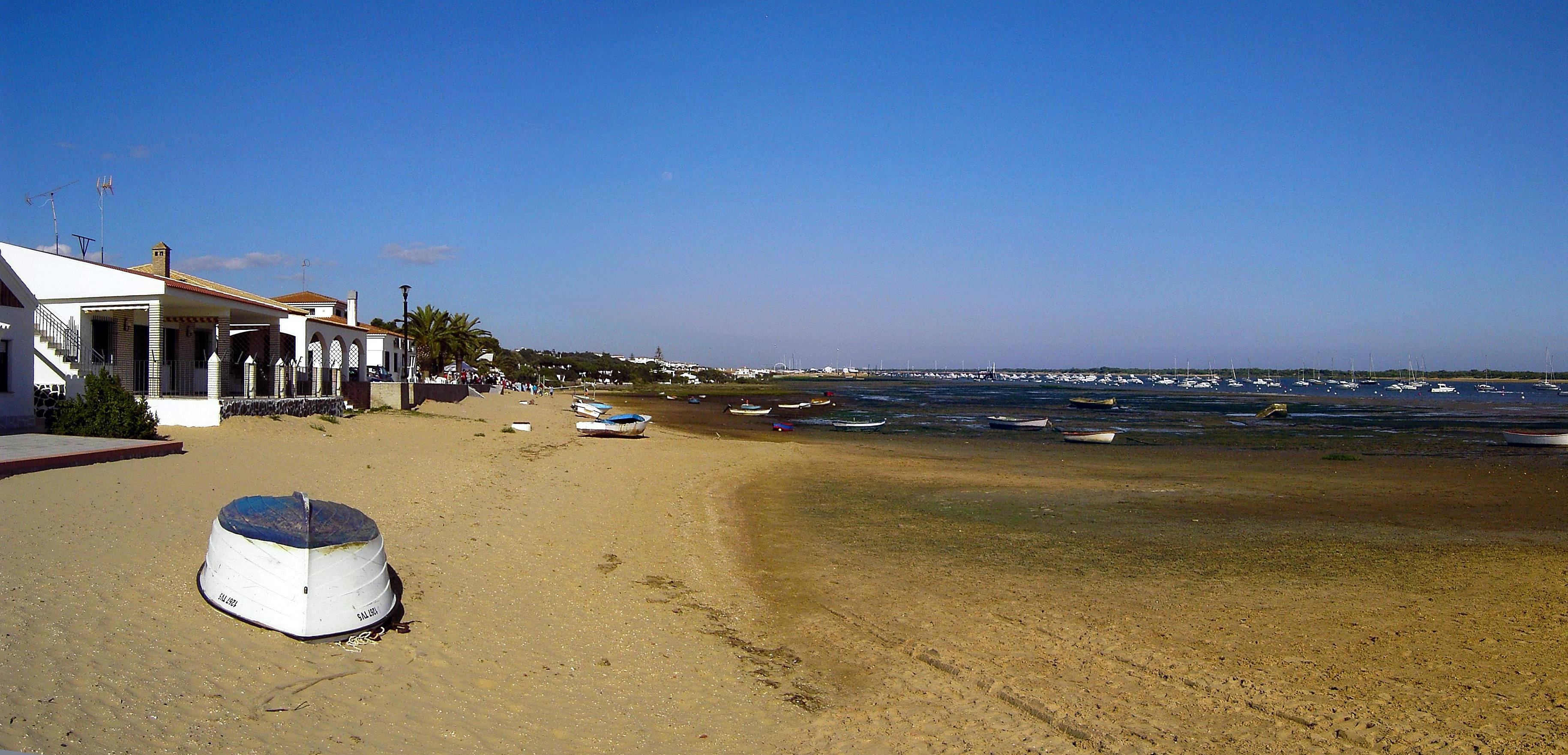
Fischerboote am Strand

Am kleinen Fischereihafen mit einem Tiefgang von gut einem Meter können nur kleine Fischerboote anlegen. Angelandet werden vor allem Fänge aus der Schleppnetzfischerei, insbesondere Plattfische und Garnelen.

## Ortstypische Festtage
Am letzten Wochenende im Juli feiert der Ort das Fest zu Ehren der Virgen del Carmen, der Lieben Frau auf dem Berg Karmel. Mit dem Bildnis der Heiligen fahren Fischer und Seeleute eine Schiffsprozession auf dem Fluss. Sie opfern ihr zu Ehren Blumen, die sie ins Wasser streuen, als Dank, dass es ihre Lebensgrundlage bietet. Zahlreiche Touristen am Ufer bestaunen die Prozession. In den 1980er und 1990er Jahren wurde das Fest bei der Jugend der gesamten Provinz Huelva so populär, dass sich bis zu 3.000 Besucher an dem kleinen Fischereihafen drängten. In den Jahren seit 2000 hat der Andrang etwas nachgelassen, und das Fest gewann etwas von seinem traditionellen, familiären Charakter zurück.